# Michel Breuer
Pour les articles homonymes, voir Breuer (homonymie).
Michel Breuer est un ancien footballeur néerlandais, né le 25 mai 1980 à Gouda aux Pays-Bas qui évoluait au poste de stoppeur.

## Palmarès
SC Heerenveen
- Coupe des Pays-Bas
  - Vainqueur (1) : 2009